# Japan Open Tennis Championships 1982
Il Japan Open Tennis Championships 1982 è stato un torneo di tennis. È stata la 10ª edizione del Japan Open Tennis Championships, che fa parte della categoria del Volvo Grand Prix 1982 e del WTA Tour 1982. Sia il torneo maschile che quello femminile si sono giocati a Tokyo in Giappone, dal 18 al 27 ottobre 1982, quello maschile su terra rossa, quello femminile sul cemento.

## Campioni

### Singolare maschile
Jimmy Arias ha battuto in finale  Dominique Bedel con il punteggio di 6–2, 2–6, 6–4

### Singolare femminile
Laura Gildemeister ha battuto in finale  Pilar Vásquez con il punteggio di 3–6, 6–4, 6–0

### Doppio maschile
Sherwood Stewart /  Ferdi Taygan hanno battuto in finale  Tim Gullikson /  Tom Gullikson con il punteggio di 6–1, 3–6, 7–6

### Doppio femminile
Laura duPont /  Barbara Jordan hanno battuto in finale  Naoko Satō /  B. Remilton-Ward con il punteggio di 6–2, 6–7, 6–1